# 赵伯颜不花
赵伯颜不花，元朝宦官，于元顺帝末年在宫中。
至正二十八年（1368年），明朝大军逼进京师大都，元顺帝在清宁殿，招集三宫皇后、皇太子、大臣，议撤出大都避兵北行。赵伯颜不花与知枢密院事黑的等劝谏，元顺帝不听。赵伯颜不花哭着说：“天下是世祖皇帝的天下。陛下当以死守，为什么要放弃？臣愿率军民和怯薛官，背城一战，愿陛下固守京城。”元顺帝还是不听，后跟随元顺帝北奔，在和林去世。